# Henrique III de França
Henrique III (nome completo: Alexandre Eduardo de França; em francês: Alexandre Édouard de France; Fontainebleau, 19 de setembro de 1551 – Saint-Cloud, 2 de agosto de 1589) foi o Rei da Polônia e Grão-Duque da Lituânia entre 1573 e 1575 e também Rei da França de 1574 até seu assassinato.
Era o quarto filho do rei Henrique II e da rainha Catarina de Médici. Sob o reinado de seu irmão Carlos IX, tornou-se chefe do exército real e derrotou os protestantes nas batalhas de Jarnac e Moncontour. Ele foi eleito ao trono polaco-lituano aos 21 anos de idade em maio de 1573. Seu governo na Polônia foi curto, tendo deixado o reino para tornar-se rei da França em 1574 após a morte de seu irmão, que morreu sem descendência masculina.
Ao tornar-se rei da França, Henrique III herdou um reino dividido, onde a sua autoridade é apenas parcialmente reconhecida. Seu reinado foi marcado pela crise religiosa, política e econômica. Quatro guerras religiosas ocorreram durante o seu reinado. Ele enfrentou partidos políticos e religiosos apoiados por potências estrangeiras, que, eventualmente, superam sua autoridade, o partido de descontentes, o partido de protestantes e, finalmente, um da liga que gerencia para assassiná-lo. Ele morreu em St. Cloud no dia 2 de agosto de 1589 depois de ser esfaqueado pelo dominicano Jacques Clément.

## Primeiros anos

### Infância
Henrique nasceu no Castelo de Fontainebleau, o quarto filho do rei Henrique II e Catarina de Médici e neto de Francisco I de França e Cláudia da França. Seus irmãos mais velhos eram Francisco II de França, Carlos IX de França e Luís de Valois. Foi feito duque de Angolema e duque de Orleães em 1560, depois duque de Anjou em 1566.
Ele era o favorito de sua mãe; ela o chamou de "olhos preciosos" e esbanjou carinho e afeição por ele a maior parte de sua vida. Seu irmão mais velho, Carlos, cresceu para detestá-lo, em parte porque ele se ressentia de sua melhor saúde.
As crianças reais foram criadas sob a supervisão de Diana de Poitiers.

### Juventude
Na juventude, Henrique foi considerado o melhor dos filhos de Catarina de Médici e Henrique II. Ao contrário de seu pai e irmãos mais velhos, ele tinha pouco interesse nos passatempos tradicionais de caça e exercício físico dos Valois. Embora ele gostasse de esgrima e era habilidoso, ele preferia satisfazer seu gosto pelas artes e pela leitura. Essas predileções foram atribuídas à sua mãe italiana.
Em um ponto em sua juventude, ele mostrou uma tendência ao protestantismo como um meio de se rebelar. Aos nove anos, chamando a si mesmo de "um pouco huguenote", recusou-se a assistir à missa, cantou salmos protestantes para sua irmã Margarida (exortando-a a mudar de religião e lançar seu livro de horas no fogo), e até mordeu o nariz de uma estátua de São Paulo. Sua mãe advertiu firmemente seus filhos contra esse comportamento, e ele nunca mais mostraria tendências protestantes. Em vez disso, ele se tornou nominalmente católico romano.

### Sexualidade

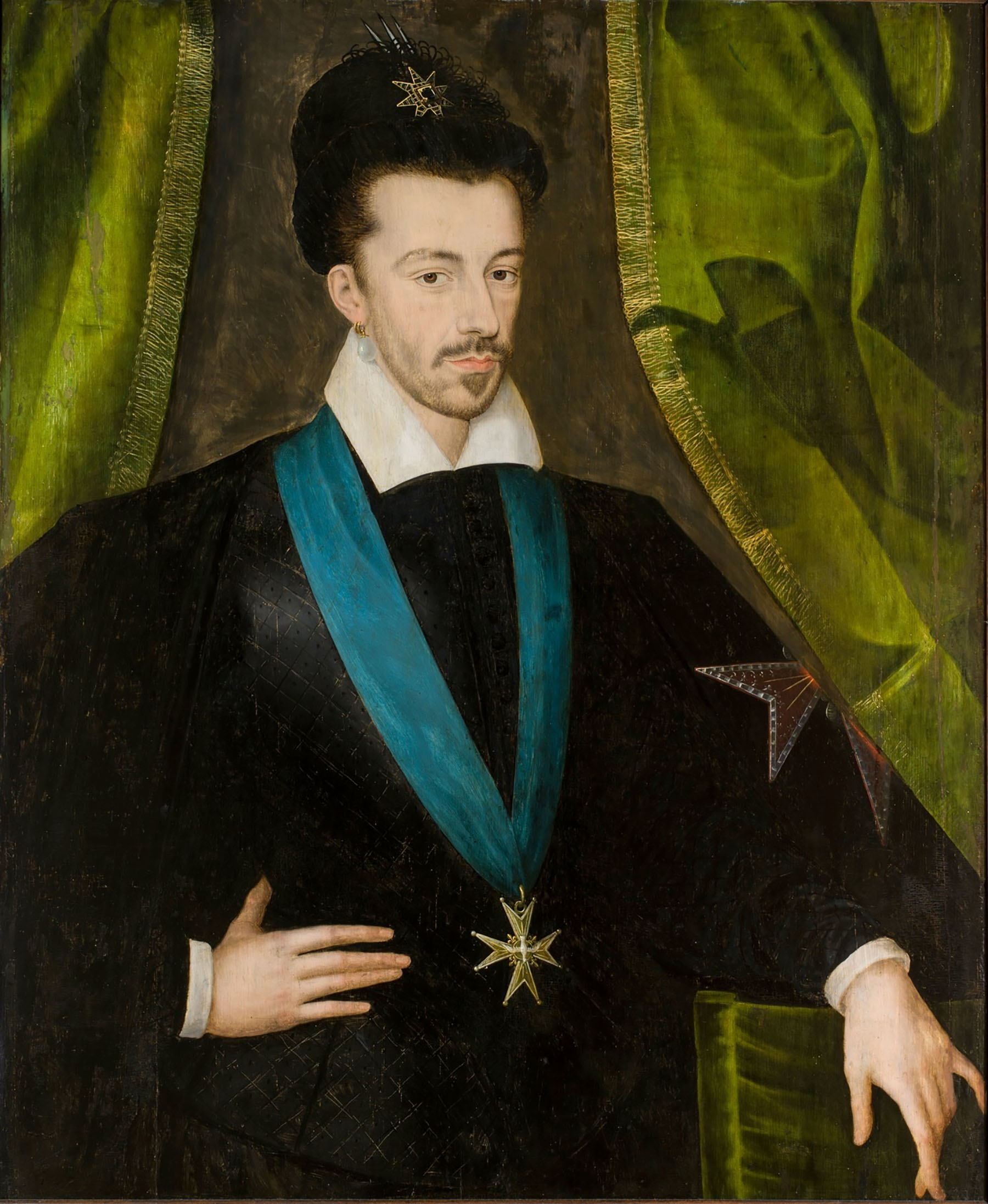
Henrique III por Étienne Dumonstier, c. 1578

Relatos de que Henrique se envolveu em relações homossexuais com seus favoritos da corte, conhecidos como mignons, remontam ao seu tempo. Certamente ele gostava de intensos relacionamentos com eles. Alguns estudiosos sustentam que todos os rumores contemporâneos eram verdadeiros. Alguns historiadores modernos contestam isso e dizem que Henrique tinha muitas amantes famosas, que era conhecido por seu gosto por mulheres bonitas e que nenhum parceiro sexual masculino foi identificado. Eles concluíram que a ideia de que ele era homossexual foi promovida por seus oponentes políticos (protestantes e católicos), que usavam sua aversão à guerra e à caça para descrevê-lo como efeminado e minar sua reputação com o povo francês. Certamente seus inimigos religiosos mergulharam nas profundezas do abuso pessoal ao atribuir vícios a ele, superando a mistura com acusações do que consideravam o vício diabólico final, a homossexualidade. E o retrato de um sodomita auto-indulgente, incapaz de ser o herdeiro do trono, mostrou-se útil nos esforços da Liga Católica para garantir a sucessão do cardeal Carlos de Bourbon depois de 1585.
Gary Ferguson achou suas interpretações não convincentes: "É difícil conciliar o rei cujo uso de favoritos é tão logicamente estratégico com o homem que se despedaça quando um deles morre". Katherine Crawford, por outro lado, enfatiza os problemas que a reputação de Henrique encontrou por causa de seu fracasso em produzir um herdeiro e pela presença de sua mãe poderosa na corte, combinada com a insistência de seus inimigos em confundir patrocínio com favoritismo e luxo com decadência.

### Isabel I
Em 1570, começaram as discussões para que Henrique cortejasse a rainha Isabel I de Inglaterra. Isabel, com quase 37 anos, era esperada por muitos partidos em seu país para se casar e produzir um herdeiro. No entanto, nada veio dessas discussões. Ao iniciá-los, Isabel é vista pelos historiadores como tendo pretendido apenas despertar a preocupação da Espanha, em vez de contemplar o casamento seriamente. A chance de se casar foi ainda mais prejudicada pelas diferentes visões religiosas (Henrique era católico, e Isabel era protestante) e sua opinião sobre Isabel. Henrique, sem tato, se referiu a Isabel como uma "prostituta pública" e fez observações duras sobre sua diferença de idade (ele era 18 anos mais novo). Ao ouvir (imprecisa) que ela mancava por causa de uma varizes, ele a chamou de "velha criatura com uma perna dolorida".

## Guerras Religiosas

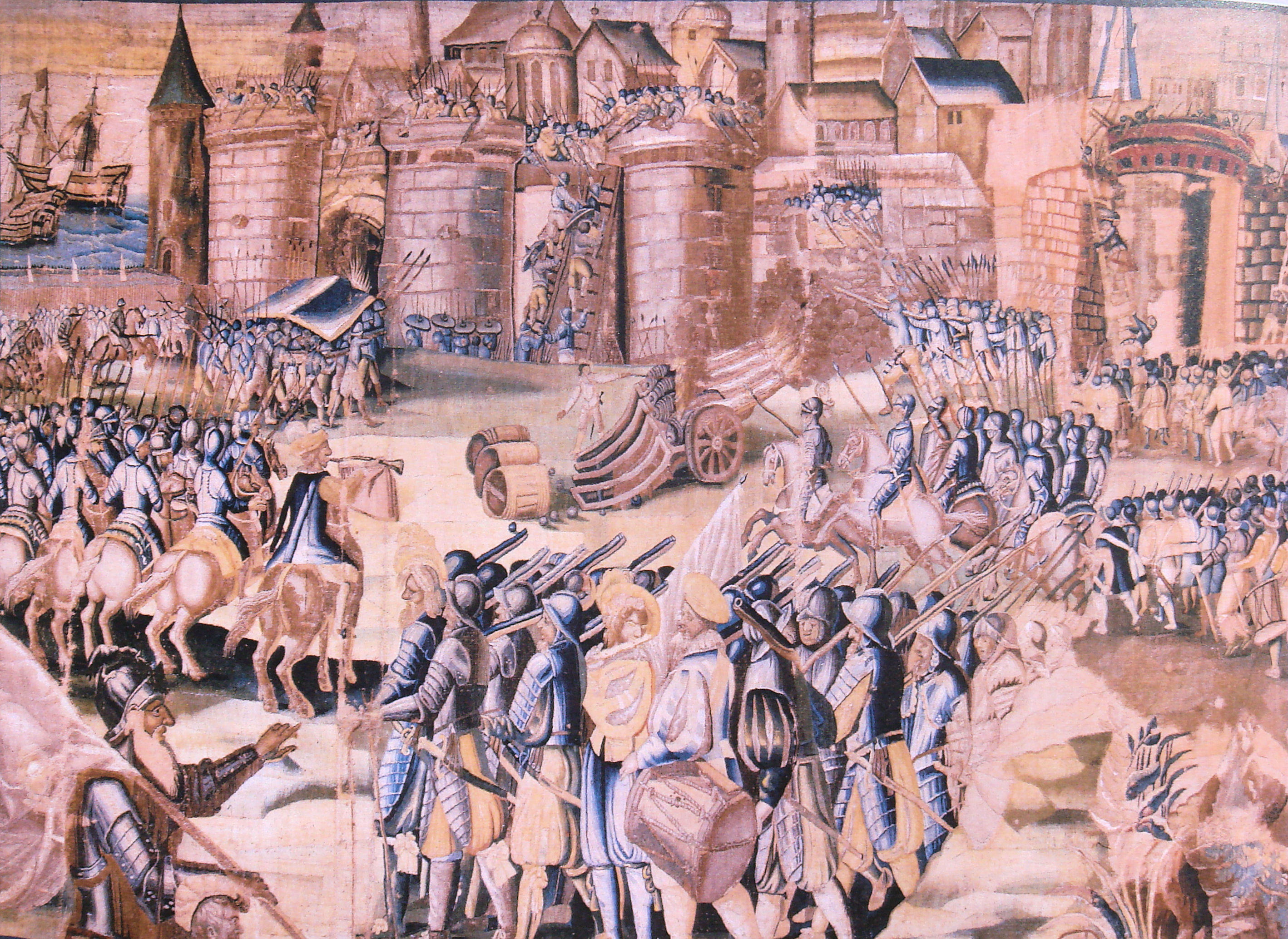
O cerco de La Rochelle pelo duque de Anjou em 1573 (tapeçaria "História de Henrique III", concluída em 1623)

Antes de ascender ao trono francês em 1574, Henrique serviu como líder do exército real nas guerras religiosas francesas, participando das vitórias sobre os huguenotes na batalha de Jarnac (março de 1569) e na batalha de Moncontour (Outubro de 1569). Enquanto ainda era duque de Anjou, ele ajudou a planejar o massacre da noite de São Bartolomeu em 1572. Embora Henrique não tenha participado diretamente, o historiador Thierry Wanegffeleno vê como o real mais responsável pelo massacre, que envolveu o assassinato de muitos líderes huguenotes importantes. O reinado de Henrique III como rei da França, como os de seus irmãos mais velhos Francisco e Carlos, veria a França em constante tumulto sobre a religião.
Henrique continuou a desempenhar um papel ativo nas Guerras da Religião e, em 1572/1573, liderou o cerco a La Rochelle, um ataque militar maciço à cidade controlada pelos huguenotes. No final de maio de 1573, Henrique soube que o szlachta polonês o elegeu rei da Polônia (um país com uma grande minoria protestante na época) e considerações políticas o forçaram a negociar o fim do assalto. Os negociadores chegaram a um acordo em 24 de junho de 1573 e as tropas católicas encerraram o cerco em 6 de julho de 1573.

## Rei da Polônia e Grão-Duque da Lituânia (1573-1575)

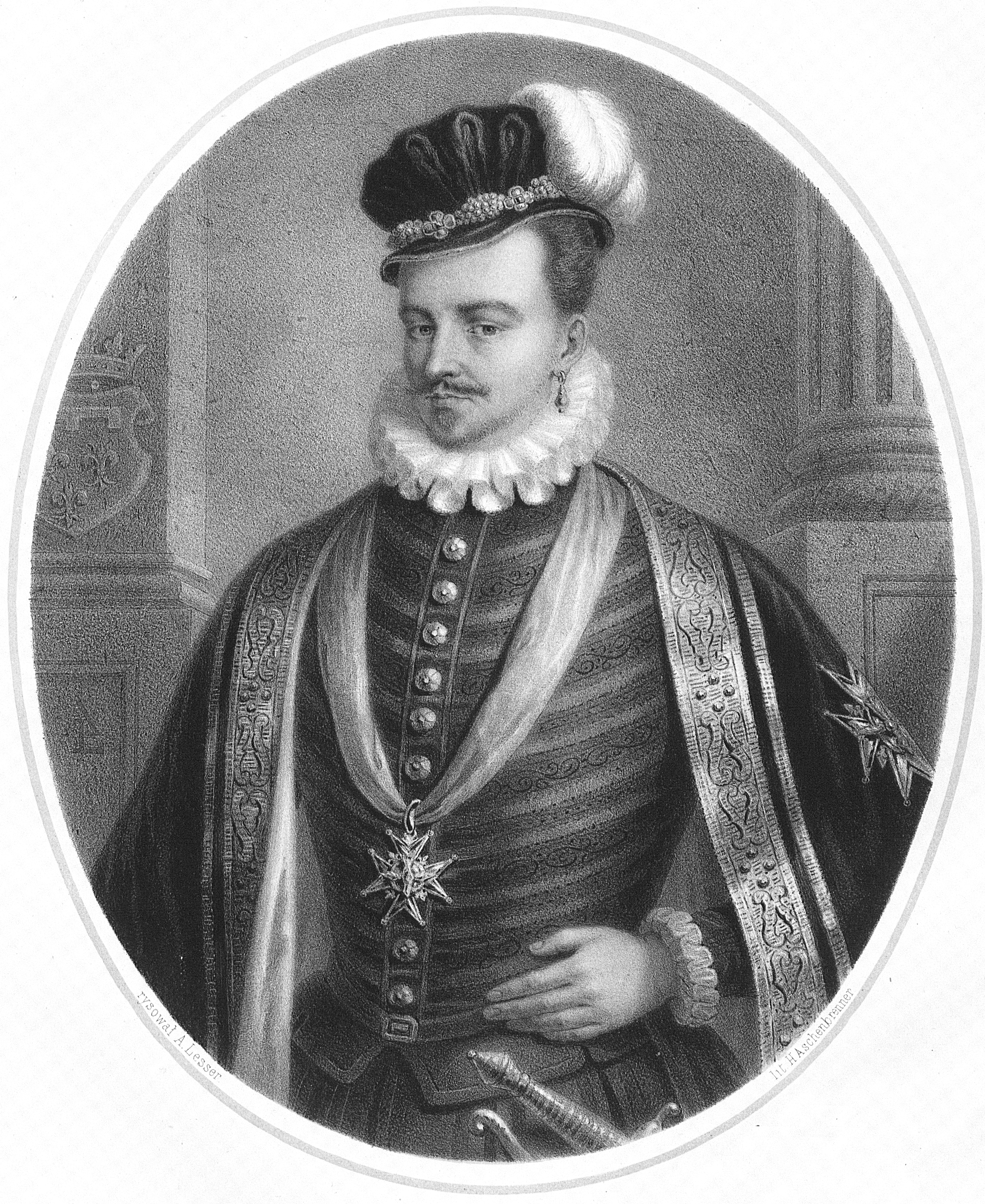
Semelhança polonesa de Henrique III, de Aleksander Lesser

Em 16 de maio de 1573, após a morte do governante polonês Sigismundo II Augusto em 7 de julho de 1572, os nobres poloneses escolheram Henrique como o primeiro monarca eleito da Comunidade Polaco-Lituana. Os nobres lituanos boicotaram esta eleição, no entanto, e foi deixado ao conselho ducal da Lituânia confirmar sua eleição. A comunidade elegeu Henrique, em vez de candidatos a Habsburgo, em parte para ser mais agradável ao Império Otomano (um aliado tradicional da França através da aliança franco-otomana) e fortalecer uma aliança polonês-otomana que estava em vigor.

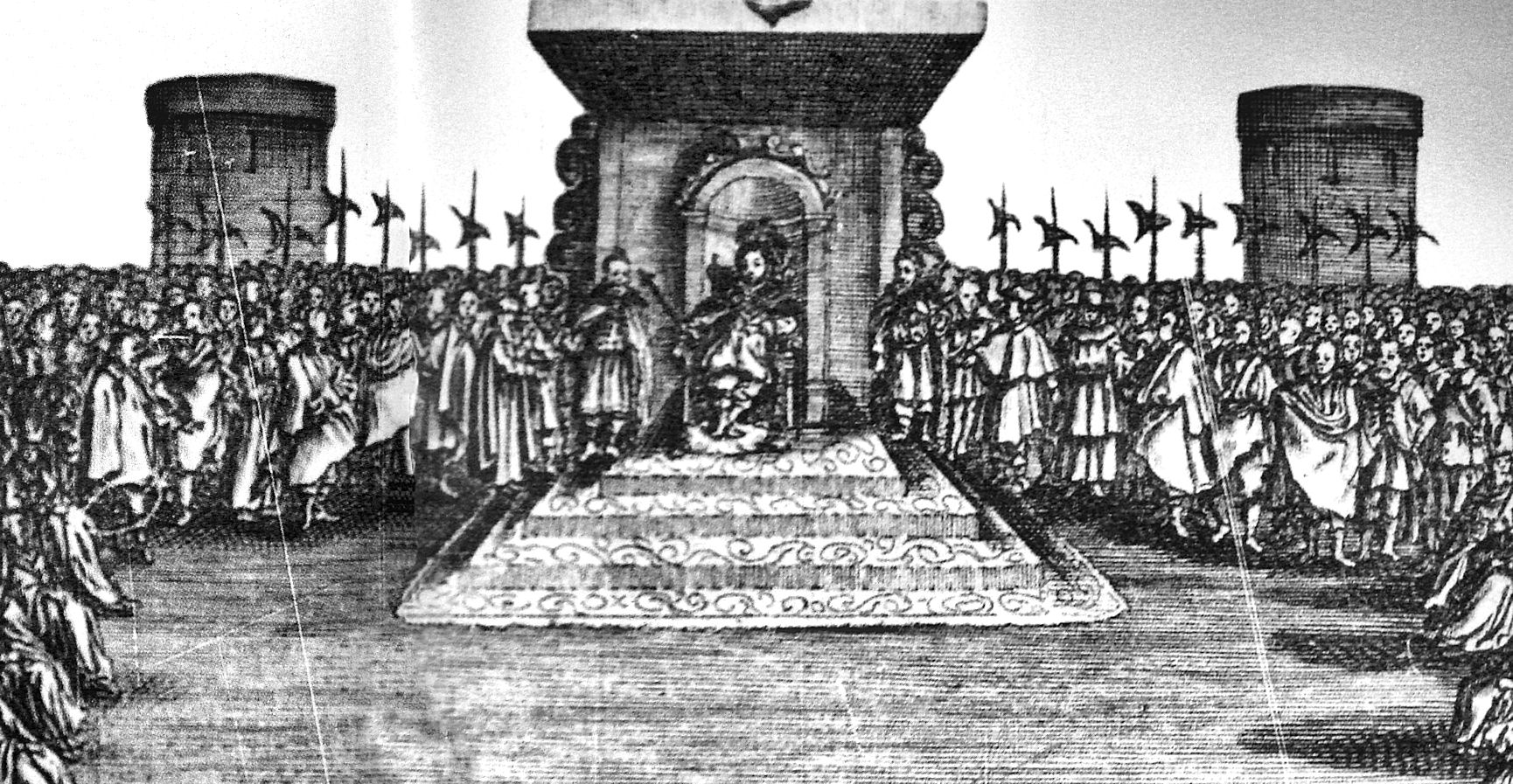
Henrique III no trono polonês, em frente ao Sejm da Comunidade Polonês-Lituana e à aristocracia cercada por alabardos, 1574

Em Paris, em 10 de setembro, a delegação polonesa pediu a Henrique que prestasse juramento, na Catedral de Notre Dame, para "respeitar as liberdades polonesas tradicionais e a lei de liberdade religiosa que foi aprovada durante o interregno ". Como condição de sua eleição, ele foi obrigado a assinar a Pacta conventa e os Artigos do Rei Henrique, prometendo tolerância religiosa na Comunidade Polonês-Lituana. Henrique se irritou com as restrições ao poder monárquico sob o sistema político polonês-lituano da " liberdade dourada ". O parlamento polonês-lituano havia sido convidado por Ana Jagelão, irmã do rei recentemente falecido Sigismundo II Augusto, a elegê-lo com base no entendimento de que Henrique se casaria com Ana posteriormente.
Em uma cerimônia no Parlamento de Paris, em 13 de setembro, a delegação polonesa entregou o "certificado de eleição ao trono da Polônia-Lituânia". Henrique também desistiu de qualquer reivindicação de sucessão e ele "reconheceu o princípio da eleição livre" sob os Artigos do Rei Henrique e a pacta conventa.
O curto reinado de Henrique no Castelo Real de Wawel, na Polônia, foi marcado por um choque de culturas entre poloneses e franceses. O jovem rei e seus seguidores ficaram surpresos com várias práticas polonesas e decepcionados com a pobreza rural e o clima severo do país. Os poloneses, por outro lado, se perguntavam se todos os franceses estavam tão preocupados com sua aparência quanto seu novo rei parecia estar.

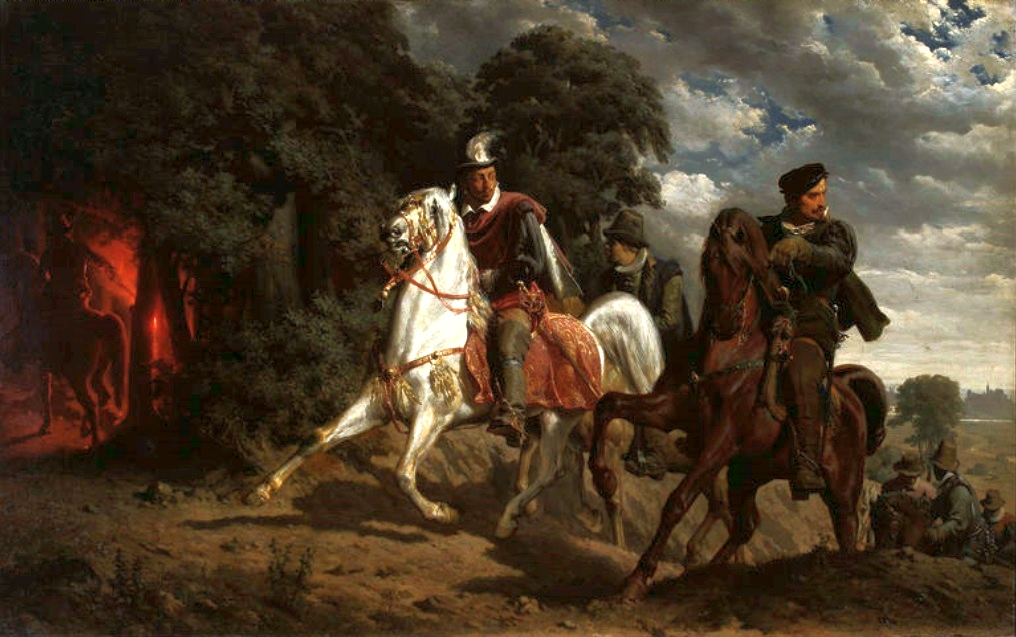
Fuga de Henrique III da Polônia, por Artur Grottger, 1860

Foi somente em janeiro de 1574 que Henrique alcançou as fronteiras da Polônia. Em 21 de fevereiro, a coroação de Henrique foi realizada em Cracóvia. Em meados de junho de 1574, ao saber da morte de seu irmão Carlos IX, Henrique deixou a Polônia e voltou para a França. A ausência de Henrique provocou uma crise constitucional que o Parlamento tentou resolver notificando Henrique que seu trono seria perdido se ele não voltasse da França até 12 de maio de 1575. Seu fracasso em retornar fez com que o Parlamento declarasse seu trono vago.

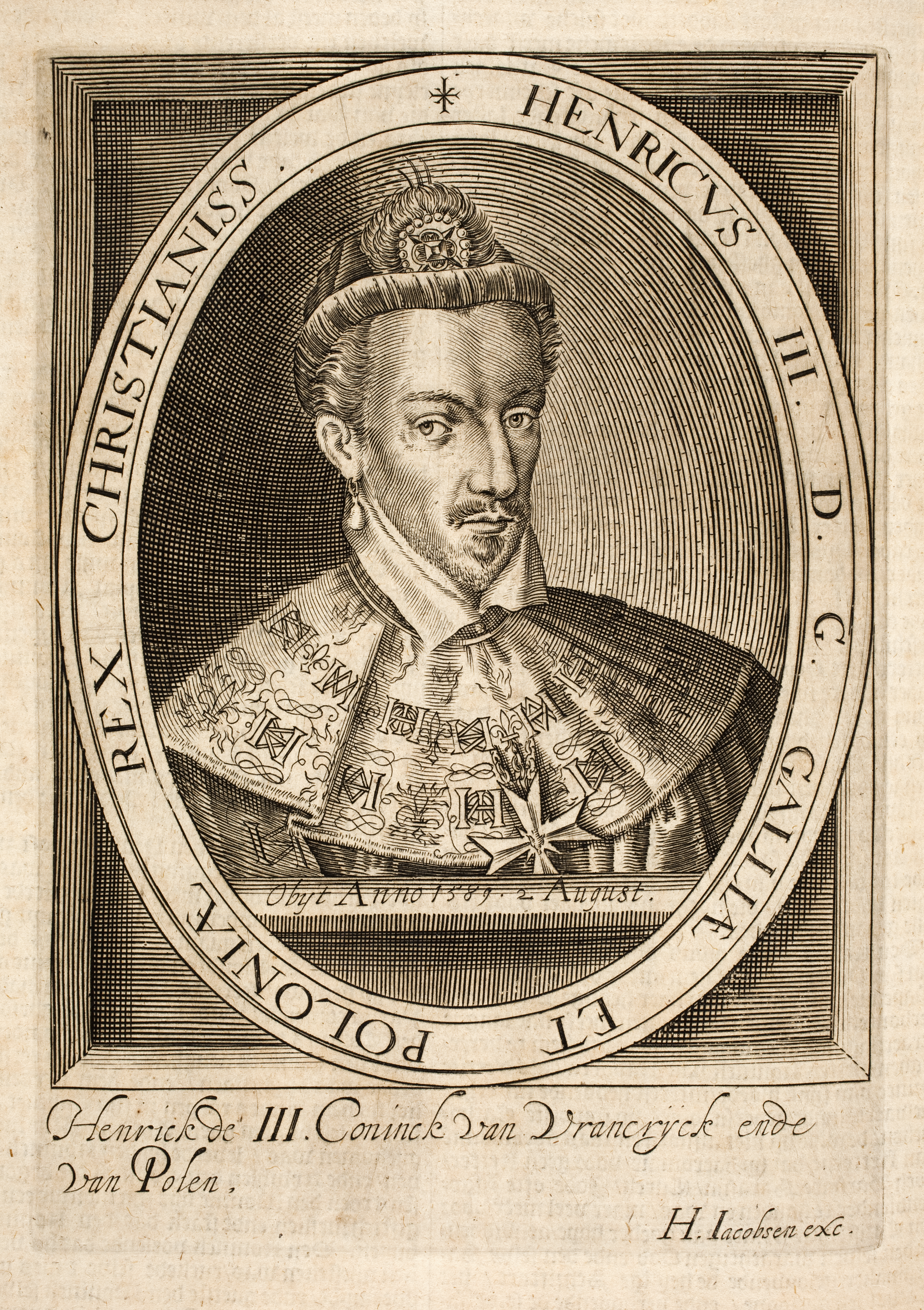
Gravura de Henrique III

Em 1578, Henrique criou a Ordem do Espírito Santo para comemorar seu primeiro rei da Polônia e mais tarde rei da França na festa de Pentecostes e deu-lhe precedência sobre a anterior Ordem de São Miguel, que havia perdido muito de seu prestígio original. sendo premiado com muita frequência e com muita facilidade. A Ordem manteria seu prestígio como a principal ordem cavalheiresca da França até o fim da monarquia francesa.

## Reinado Francês (1575-1589)
Henrique foi coroado rei da França em 13 de fevereiro de 1575 na Catedral de Reims. Embora se esperasse que ele produzisse um herdeiro depois de se casar com Luísa de Lorena-Vaudémont, 21 anos, em 14 de fevereiro de 1575, nenhum filho resultou de sua união.
Em 1576, Henrique assinou o edito de Beaulieu, que concedeu muitas concessões aos huguenotes. Sua ação resultou no ativista católico Henrique I, Duque de Guise, formando a Liga Católica. Após muita postura e negociações, Henrique foi forçado a rescindir a maioria das concessões feitas aos protestantes no decreto.

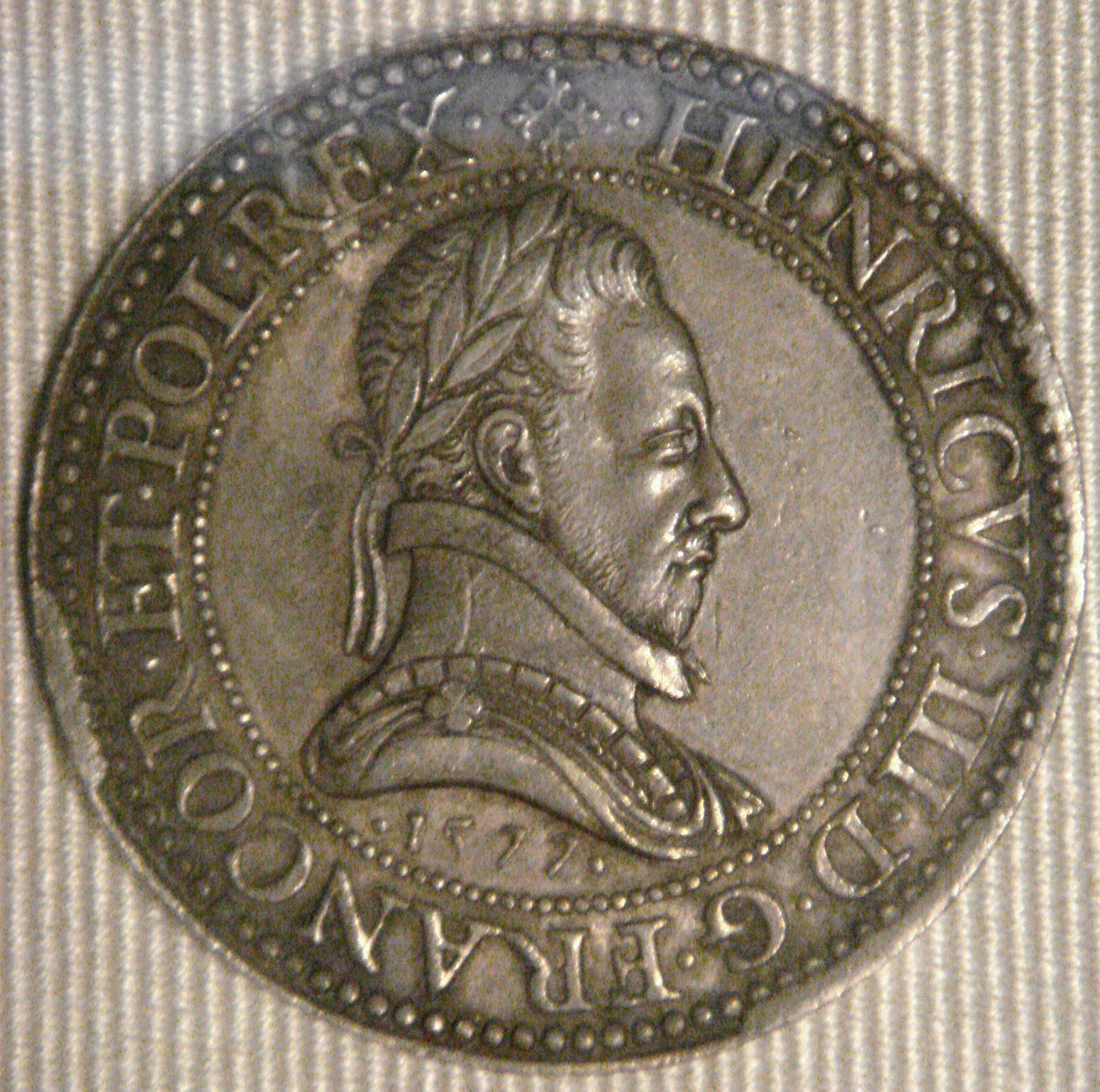
Moeda de Henrique III, 1577

Em 1584, o irmão mais novo e herdeiro presuntivo do rei, Francisco, Duque de Anjou, morreu. Sob a lei sálica, o próximo herdeiro do trono foi o protestante Henrique de Navarra, um descendente de Luís IX (São Luís). Sob pressão do duque de Guise, Henrique III emitiu um decreto suprimindo o protestantismo e anulando o direito de Henrique de Navarra ao trono.
Em 12 de maio de 1588, quando o duque de Guise entrou em Paris, um dia aparentemente espontâneo das barricadas eclodiu em favor do campeão católico. Henrique III fugiu da cidade.
Após a derrota da Armada Espanhola naquele verão, o medo do rei do apoio espanhol à Liga Católica aparentemente diminuiu. Por conseguinte, em 23 de dezembro de 1588, no Castelo de Blois, convidou o duque de Guise para a câmara do conselho, onde já esperava o irmão do duque Luís II, Cardeal de Guise. Foi dito ao duque que o rei desejava vê-lo na sala privada ao lado do quarto real. Lá, guardas reais assassinaram o duque, depois o cardeal. Para garantir que nenhum candidato ao trono francês estivesse livre para agir contra ele, o rei prendeu o filho do duque.
O duque de Guise era muito popular na França e os cidadãos se voltaram contra Henrique pelos assassinatos. O Parlamento instituiu acusações criminais contra o rei, e ele foi obrigado a unir forças com seu herdeiro, o protestante Henrique de Navarra, criando o Parlamento de Tours.

### Assassinato e enterro

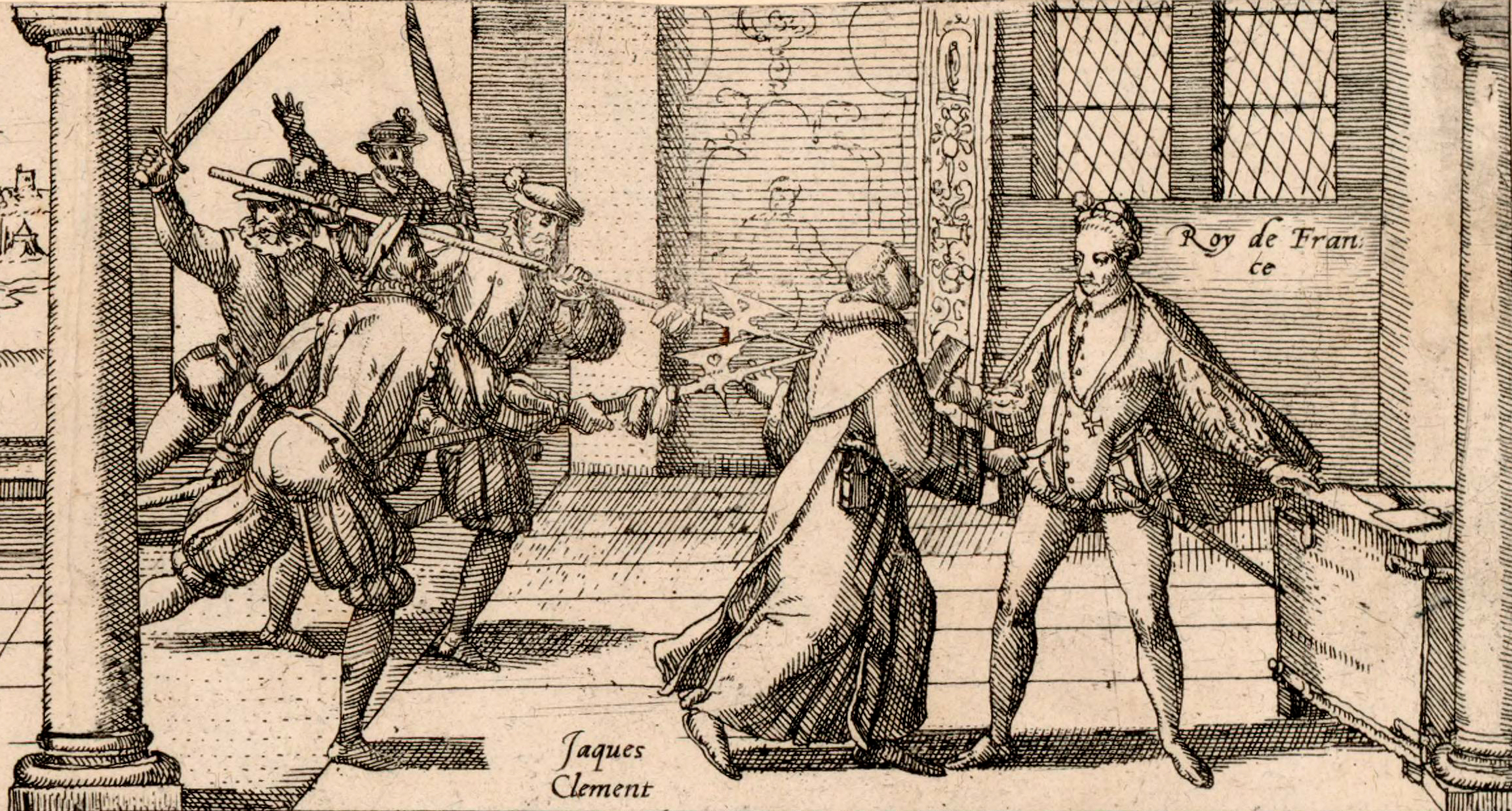
Jacques Clément assassinando Henrique III

Em 1 de agosto de 1589, Henrique III se alojou com seu exército em Saint-Cloud e estava se preparando para atacar Paris, quando um jovem frei dominicano fanático, Jacques Clément, carregando papéis falsos, teve acesso a documentos importantes para o rei. O monge deu ao rei um pacote de papéis e afirmou que ele tinha uma mensagem secreta para entregar. O rei fez um sinal para que seus atendentes se afastassem em busca de privacidade, e Clément sussurrou em seu ouvido enquanto afundava uma faca em seu abdômen. Clément foi morto no local pelos guardas.
A princípio, a ferida do rei não parecia fatal, mas ele ordenou a todos os oficiais ao seu redor, caso não sobrevivesse, que fossem leais a Henrique de Navarra como seu novo rei. Na manhã seguinte, no dia em que ele deveria ter lançado seu ataque para retomar Paris, Henrique III morreu.
O caos varreu o exército atacante, a maioria dele derretendo rapidamente; o ataque proposto a Paris foi adiado. Dentro da cidade, a alegria com a notícia da morte de Henrique III estava perto do delírio; alguns saudaram o assassinato como um ato de Deus.
Henrique III foi enterrado na Basílica de Saint-Denis. Sem filhos, ele foi o filho mais longevo de Henrique II a se tornar rei e também o último dos reis Valois. Henrique III de Navarra o sucedeu como Henrique IV, o primeiro dos reis da Casa de Bourbon.